# 萊安·萊德森
萊安·格拉漢姆·萊德森（英語：Ryan Graham Ledson；1997年8月19日—）是一位英格蘭足球運動員。在場上的位置是中場。現效力於英冠球隊普雷斯顿。他在5歲時就加入了埃弗顿的青訓營。他也代表英格蘭U16、U17和U18國家隊參賽。

## 外部連結
- Soccerway資料庫：萊安·萊德森
- Profile at the FA website （页面存档备份，存于）
- Profile at the Everton website